# Kédougou (patrouilleur)
Pour les articles homonymes, voir Kédougou (homonymie).
Le Kédougou est un patrouilleur hauturier OPV 45 vendu par Raidco Marine et construit par STX France de Lanester pour la Marine nationale sénégalaise. Elle a réceptionné le navire au mois d'avril 2015 pour assurer des missions de souveraineté dans sa zone économique exclusive. Son nom provient d'une région administrative du sud-est du Sénégal.

## Conception
D'une longueur de 45,9 m sur 8,4 m de large, la coque du Kédougou est en acier et sa superstructures en aluminium afin de réduire sa masse et donc la puissance et la consommation requises par la propulsion. Il est constitué de deux moteurs diesels Cummins de 1 397 kW qui garantissent une vitesse de 30 nœuds (55,5 km/h) en pointe. Le navire est armé de trois canons de calibre 20 mm ainsi que de deux mitrailleuses de 12,7 mm. Il peut déployer 2 embarcations rapides semi-rigides de 6,2 m d'une capacité de 5 à 7 personnes chacune grâce à une double rampe située à l'arrière du bâtiment. Il est doté d'une passerelle panoramique,,.

## Fonctions
La principale mission du Kédougou est d'assurer la souveraineté sénégalaise dans sa zone économique exclusive, laquelle s'étend sur 212 000 km2 le long de 700 km de côtes. Cette tâche nécessite toute la polyvalence du navire qui inclut la police des pêches, le contrôle de la pollution, la recherche, l'assistance et le sauvetage en mer, la lutte contre la piraterie, le terrorisme, la contrebande et les trafics illicites (de drogue et d'armes principalement). Il est capable de rester une dizaine de jours en opération sans ravitailler et atteindre jusqu'à 2 000 milles marins (3 704 km),,.

## Historique
Le navire est réceptionné par la Marine sénégalaise le 2 avril 2015. Avec l'arrivée de Macky Sall à la tête de l'État du Sénégal en 2012, cette unité s’inscrit dans la nouvelle stratégie du pays en faveur du renforcement de ses moyens navals pour assurer la souveraineté et la protection de ses eaux. L'achat de ce patrouilleur (en plus du Fouladou et du Ferlo) rentre également dans le cadre du renouvellement de la flotte sénégalaise qui compte de nombreux bâtiments issus des décennies 1970 et 1980.
En juin 2021, le Kédougou est directement concerné lors d'une importante saisie de résine de cannabis sur un navire situé à 240 km des côtes sénégalaises.

## Galerie

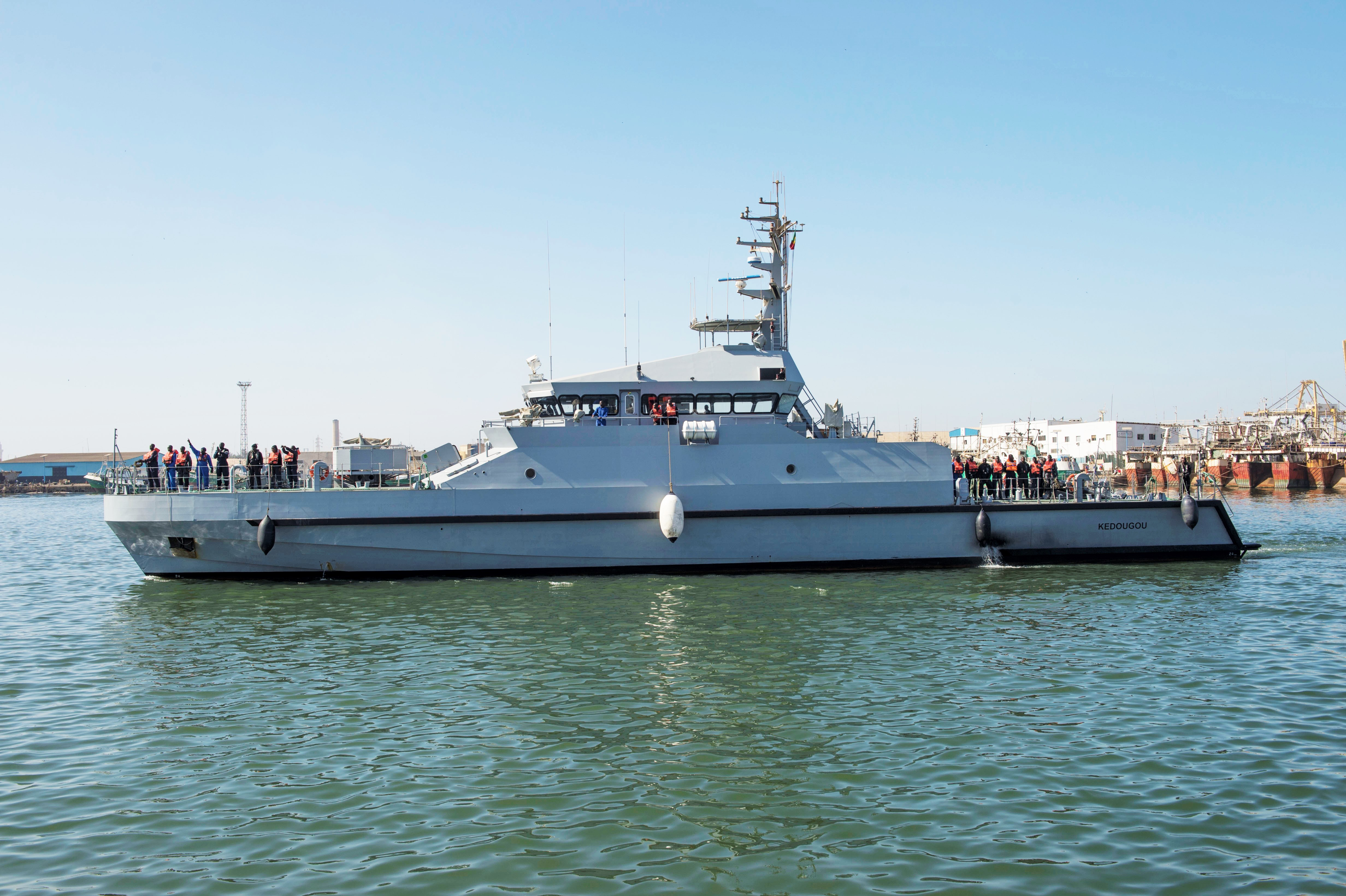
Au port de Dakar en mars 2016.
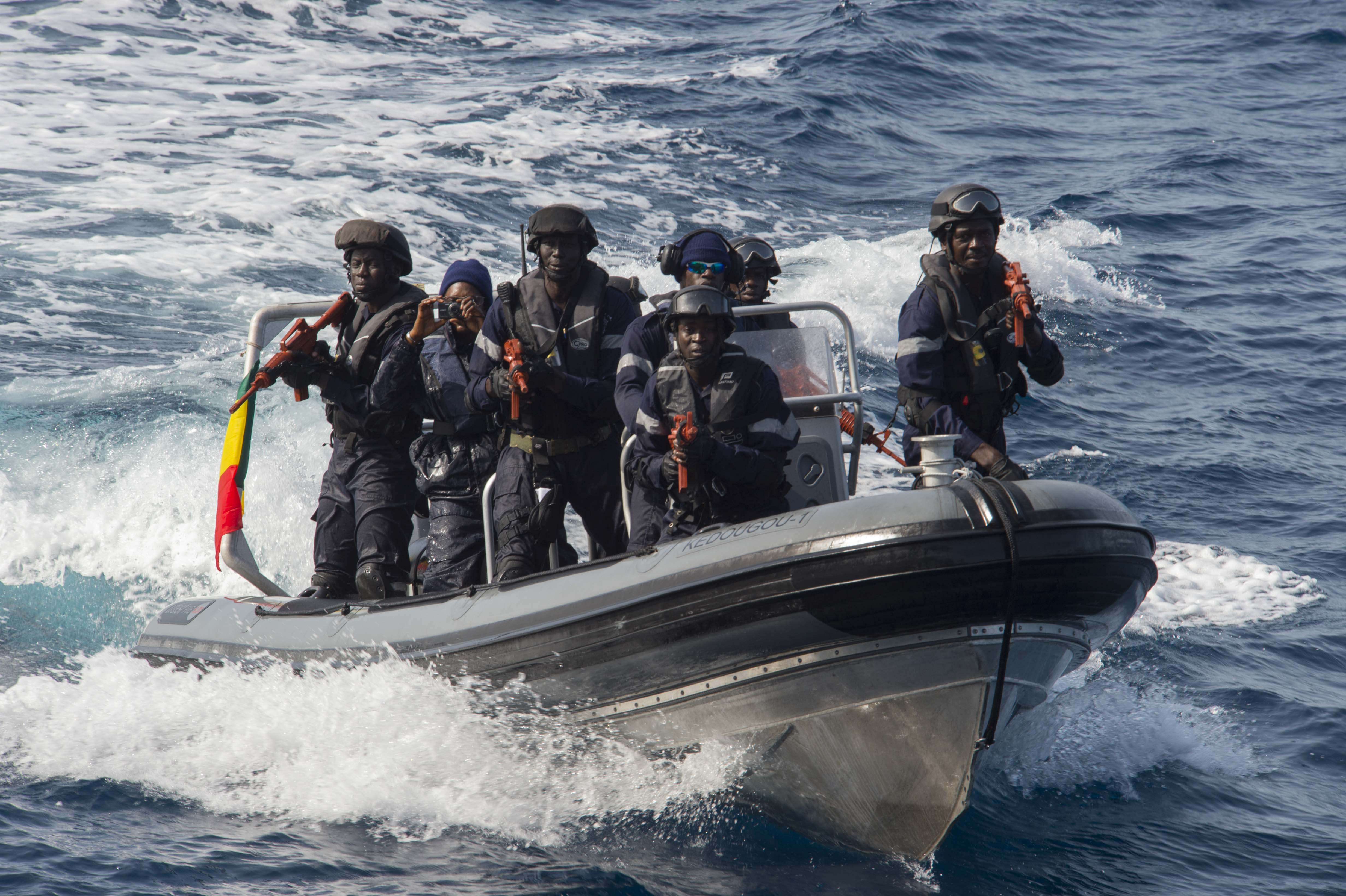
Marins à l’entraînement avec un semi-rigide du Kédougou.
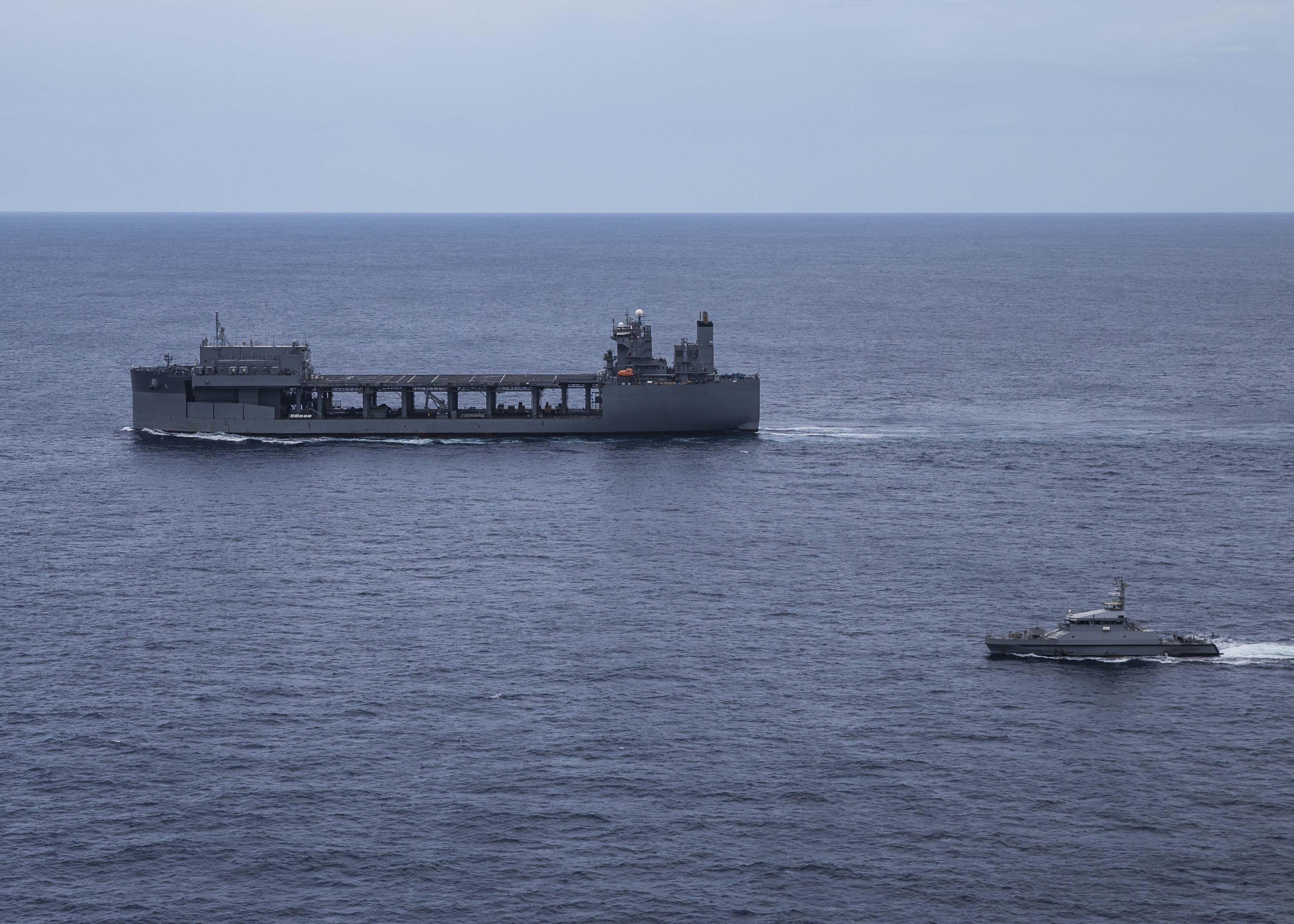
Au large de Dakar, Lors d'un exercice avec l'USS Hershel Woody Williams en septembre 2020.